# 구성주의 (수학)
수리철학에서 구성주의(構成主義, constructivism)는 수학적 대상의 존재를 증명하기 위해서는 그 대상을 직접 찾아내거나 만들어낼 필요가 있다는 주장이다. 즉, 어떤 대상이 존재하지 않음을 가정한 뒤에 이로부터 모순을 이끌어냈다 해도 그 대상의 존재가 증명되지는 않는다는 것이 구성주의자들의 주장이다. 구성적 증명을 참고할 것.
구성주의와 직관주의를 혼동하는 경우가 있는데, 실제로는 직관주의는 구성주의의 일부분일 뿐이다. 직관주의는 수학의 기초가 각 수학자들의 직관에 놓여 있다고 보며, 따라서 수학이 근본적으로 주관적인 행위라고 주장한다. 일반적으로 구성주의는 그런 주장을 하지 않으며, 수학에 대한 객관적인 시각과 충분히 양립 가능한 사상이다.

## 구성주의에 공헌한 수학자, 철학자들
- 에럿 비숍
- 파울 로렌첸
- 레오폴트 크로네커
- 라위트전 브라우어르
- 아런트 헤이팅
- 안드레이 마르코프 2세
- 솔 크립키
- 페르 마르틴뢰프
- 에드워드 넬슨
- 해럴드 에드워즈

## 세부 분야
- 구성주의 논리학
- 구성주의 유형론
- 구성주의 해석학
- 구성주의 비표준 해석학

## 같이 보기
- 직관주의
- 직관주의 유형론
- 유한주의
- 구성적 증명
- 게임 의미론